# Yvonne Nauta
Yvonne Nauta (Uitwellingerga, 21 febbraio 1991) è una pattinatrice di velocità su ghiaccio olandese.

## Palmarès

### Campionati mondiali completi
- 1 medaglia:
  - 1 bronzo (Heerenveen 2014).

### Campionati europei
- 1 medaglia:
  - 1 argento (Hamar 2014).

### Campionati mondiali juniores
- 6 medaglie:
  - 3 ori (3000 m, inseguimento a squadre a Zakopane 2009; inseguimento a squadre a Mosca 2010);
  - 3 argenti (classifica generale, 1500 m a Zakopane 2009; 3000 m a Mosca 2010);

### Coppa del Mondo
- Miglior piazzamento in classifica generale: 12ª nel 2014.
- Miglior piazzamento nella Coppa del Mondo dei 3000 e 5000 m: 3ª nel 2014.
- 3 podi (tutti individuali):
  - 1 secondo posto;
  - 2 terzi posti.